# Gyaritus gahani
Gyaritus gahani är en skalbaggsart som beskrevs av Stefan von Breuning 1938. Gyaritus gahani ingår i släktet Gyaritus och familjen långhorningar. Inga underarter finns listade i Catalogue of Life.